# Imaginace

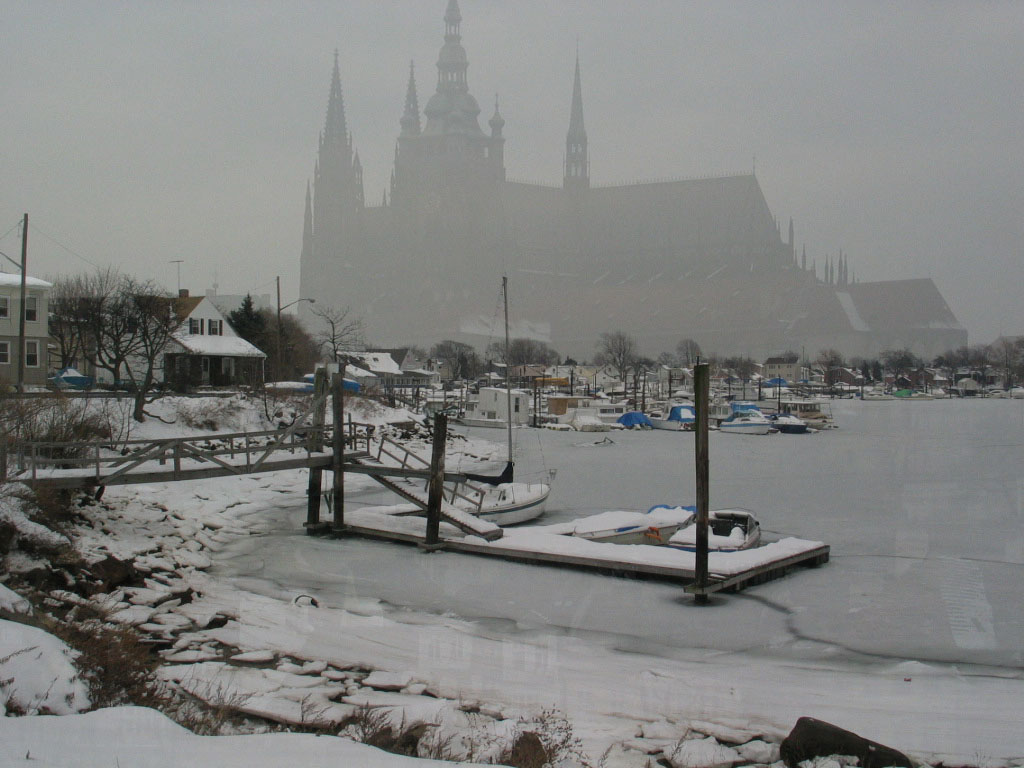
Svatovítská katedrála jako přelud nad zamrzlým zálivem v Brooklynu (Dvojexpozice)

Imaginace (z lat. imago, obraz, představa) je schopnost člověka vyvolávat v mysli představy či „obrazy“, které se mohou vázat k předchozí zkušenosti jako vzpomínky („reproduktivní imaginace“), mohou však tento „materiál“ různě přetvářet a vytvářet tak nové představy („produktivní“ nebo „konstruktivní imaginace“, fantazie). Důraz je na tom, že představy jsou – na rozdíl od vjemů - čistě myšlené a že nejsou (ještě) vyjádřeny slovy. Imaginace je podstatnou složkou lidské duševní činnosti, zejména umělecké, ale často i praktické: člověk, který se chystá něco udělat, obvykle začíná představou hotové věci (postupu a podobně). Také ve vědě je často představa prvním krokem k vytvoření hypotézy, k naplánování experimentu atd.
Pojem imaginace hraje významnou roli v teorii umění, v surrealismu a v hlubinné psychologii („aktivní imaginace“), v poslední době se ale stále více zdůrazňuje i v souvislosti s technickou a vědeckou tvořivostí, inovacemi a podobně.